# Đại hội Vô địch Bóng chày Trung học phổ thông toàn Nhật Bản
Đại hội Vô địch Bóng chày Trung học phổ thông toàn quốc (全国高等学校野球選手権大会 Zenkoku Kōtō Gakkō Yakyū Senshuken Taikai) Nhật Bản, hay còn gọi là "Koshien mùa hè" (夏の甲子園 Natsu no Kōshien), là giải đấu bóng chày trung học phổ thông thường niên tại Nhật Bản và là sự kiện thể thao không chuyên có qui mô lớn nhất tại nước này.

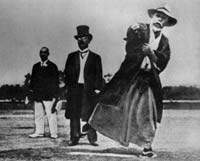
Pha ném bóng mở màn Đại hội Bóng chày THPT toàn quốc Nhật Bản lần thứ nhất, ngày 18 tháng 8 năm 1915

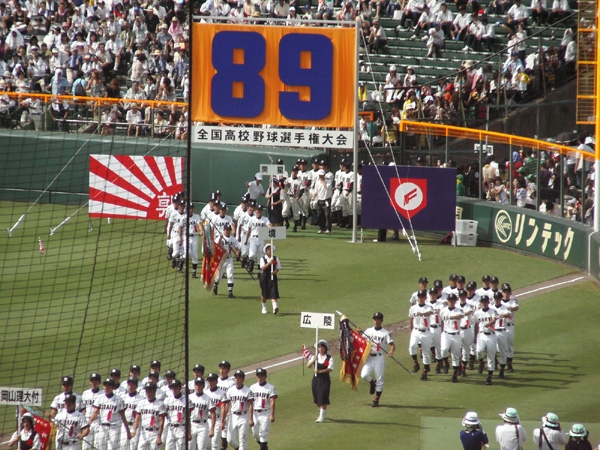
Lễ khai mạc Đại hội lần thứ 89, năm 2006

Đại hội do Liên đoàn bóng chày Trung học phổ thông Nhật Bản và báo Asahi Shimbun tổ chức hằng năm trên toàn Nhật Bản vào thời điểm kì nghỉ hè của học sinh phổ thông, nhằm chọn ra 49 đội tham dự vòng chung kết được tổ chức trong 2 tuần tại Sân vận động Hanshin Koshien (阪神甲子園球場 Hanshin Kōshien Kyūjō) tại quận Koshien tại Nishinomiya, tỉnh Hyōgo.

## Thể thức và tổ chức giải đấu
Đại hội bao gồm 2 giai đoạn. Vòng đầu tiên là giải cấp tỉnh diễn ra từ trung tuần tháng 6 tới tháng 7. Riêng Tokyo và Hokkaidō sẽ chia làm 2 khu vực lần lượt là đông - tây Tokyo và bắc - nam Hokkaidō để tổ chức giải đấu loại. 47 đội bóng vô địch các giải trên sẽ đại diện tỉnh mình tham dự vòng chung kết Đại hội tại Sân vận động Koshien vào tháng 8. Trước năm 1924, vòng chung kết đại hội được tổ chức tại Sân vận động Toyonaka.
Trong quá khứ, các thuộc địa thuộc Đế quốc Nhật Bản như Triều Tiên, Mãn Châu và Đài Loan cũng cử đại diện tham gia vòng chung kết Đại hội, với kết quả tốt nhất là á quân đại hội năm 1931, thuộc về trường Nông nghiệp Kagi của Đài Loan (nay là Đại học quốc gia Gia Nghĩa) với đội hình bao gồm các cầu thủ người Nhật, Hán và người Đài Loan bản địa.

### Thể thức thi đấu
Tương tự như Đại hội Bóng chày Trung học phổ thông Tuyển chọn, đại hội này thi đấu thể thức loại trực tiếp với mỗi trận kéo dài 9 hiệp. Cho tới năm 2021, các trận đấu đã thi đấu trên 7 hiệp bị dừng do các yếu tố khách quan (ví dụ như thời tiết) sẽ ấn định kết quả ngay ở thời điểm đó. Kể từ năm 2022, các trường hợp trên sẽ phải thi đấu hết 9 hiệp (tiếp tục thi đấu sau khi kết thúc việc tạm dừng). Do đó trận đấu sẽ chỉ được kết thúc sớm vì luật khoan hồng: cách biệt điểm từ 10 trở lên sau năm hiệp đấu, hoặc từ 5 trở lên sau bảy hiệp, ngoại trừ trận chung kết. Vị trí tay đập chỉ định không được áp dụng tạo đại hội.
Trong số 47 đội tham gia VCK đại hội, theo kết quả bốc thăm, sẽ có 15 đội được tiến thẳng vào vòng hai và 34 đội thi đấu bắt đầu từ vòng một, để chọn ra 32 đội thi đấu tại vòng hai. Các vòng trước từ kết sẽ thi đấu 4 trận một ngày, với trận sau bắt đầu sau kết thúc trận trước 30 phút. Trước đây, tất cả bốn trận đấu tử kết sẽ được thi đấu trong cùng một ngày. Tuy nhiên kể từ năm 2004, vòng tứ kết áp đụng thi đấu mỗi ngày 2 trận trong hai ngày, và sẽ chỉ thi đấu 4 trận trong một ngày nếu xuất hiện thời tiết xấu kéo dài trên ba ngày như đã xảy ra vào năm 2003.
Kể từ năm 2017, đại hội áp dụng việc áp dụng thể thức tie-break đối với hiệp phụ, với việc mỗi đội bắt đầu hiệp đấu với cầu thủ có sẵn trên chốt 1 và chốt 2, kể từ hiệp 13. Tới năm 2023, thể thức trên được áp dụng ngày khi bắt đầu hiệp phụ (hiệp 10).
Trước năm 1958, trận chung kết sẽ thi đấu không giới hạn số hiệp để định đoạt đội chiến thắng. Từ năm 1958 tới 1999, trận chung kết sẽ thi đấu trong tối đa 18 hiệp (9 hiệp phụ), và nếu kết thúc với kết quả hòa sẽ phải tái đấu không giới hạn vào một ngày hôm sau. Kể từ năm 2000, số hiệp tối đa của trận chung kết giảm xuống còn 15 hiệp. Trong khi đó, các vòng đấu trước trận chung kết sẽ thi đấu tối đa 12 hiệp.